# Польша на зимних Олимпийских играх 1968
Польша принимала участие в Зимних Олимпийских играх 1968 года в Гренобле (Франция) в десятый раз за свою историю, но не завоевала ни одной медали. Сборную страны представляли 31 спортсмен, в том числе 8 женщин, соревновавшиеся в семи видах спорта.

## Горнолыжный спорт
Мужчины
| Спортсмен             | Дисциплина        | Заезд 1 | Заезд 1 | Заезд 2 | Заезд 2 | Итог    | Итог  |
| Спортсмен             | Дисциплина        | Время   | Место   | Время   | Место   | Время   | Место |
| --------------------- | ----------------- | ------- | ------- | ------- | ------- | ------- | ----- |
| Ричард Цвикла         | Скоростной спуск  |         |         |         |         | 2:10.63 | 48    |
| Анджей Бахледа-Цурусь | Скоростной спуск  |         |         |         |         | 2:05.48 | 26    |
| Ричард Цвикла         | Гигантский слалом | 1:51.79 | 40      | 1:54.17 | 41      | 3:45.96 | 37    |
| Анджей Бахледа-Цурусь | Гигантский слалом | 1:46.46 | 14      | 1:49.25 | 13      | 3:35.71 | 13    |

Мужской слалом
| Спортсмен             | Квалификационный заезд 1 | Квалификационный заезд 1 | Квалификационный заезд 2 | Квалификационный заезд 2 | Финал   | Финал | Финал   | Финал | Финал   | Финал |
| Спортсмен             | Время                    | Место                    | Время                    | Место                    | Время 1 | Место | Время 2 | Место | Итог    | Место |
| --------------------- | ------------------------ | ------------------------ | ------------------------ | ------------------------ | ------- | ----- | ------- | ----- | ------- | ----- |
| Ричард Цвикла         | DSQ                      | -                        | 54.47                    | 1 QF                     | 53.69   | 33    | 53.11   | 21    | 1:46.80 | 21    |
| Анджей Бахледа-Цурусь | 53.48                    | 1 QF                     | -                        | -                        | 49.88   | 5     | 50.73   | 6     | 1:40.61 | 6     |

## Биатлон
Мужчины
| Дисциплина | Спортсмен             | Время     | Штрафы | Итоговое время1 | Место |
| ---------- | --------------------- | --------- | ------ | --------------- | ----- |
| 20 км      | Юзеф Гонсеница-Собчак | DNF       | -      | DNF             | -     |
| 20 км      | Юзеф Стопка           | 1.22:17.7 | 12     | 1’34:17.7       | 48    |
| 20 км      | Станислав Лукашчик    | 1’16:28.1 | 4      | 1’20:28.1       | 8     |
| 20 км      | Станислав Щепаниак    | 1’17:56.8 | 1      | 1’18:56.8       | 4     |

1За близкий промах (попадание во внешнее кольцо) добавлялась одна минута, за полный промах — две минуты.
Мужская эстафета 4x7,5 км
| Спортсмены                                                  | Результат | Результат | Результат |
| Спортсмены                                                  | Промахи2  | Время     | Место     |
| ----------------------------------------------------------- | --------- | --------- | --------- |
| Юзеф Розак Анджей Федор Станислав Лукащик Станислав Щепаняк | 4         | 2’20:19.6 | 4         |

2За каждый промах назначался штрафной круг в 200 метров.

## Лыжные гонки
Мужчины
| Дисциплина | Спортсмен   | Результат | Результат |
| Дисциплина | Спортсмен   | Время     | Место     |
| ---------- | ----------- | --------- | --------- |
| 15 км      | Юзеф Рысула | 50:38.5   | 21        |
| 50 км      | Юзеф Рысула | 2’35:30.9 | 21        |

Женщины
| Дисциплина | Спортсменка           | Результат | Результат |
| Дисциплина | Спортсменка           | Время     | Место     |
| ---------- | --------------------- | --------- | --------- |
| 5 км       | Анна Гембала-Дурай    | 18:02.7   | 26        |
| 5 км       | Юзефа Чернявска-Пекса | 17:56.5   | 23        |
| 5 км       | Вероника Будни        | 17:38.2   | 19        |
| 5 км       | Стефания Бигун        | 17:03.4   | 9         |
| 10 км      | Анна Гембала-Дурай    | 43:23.8   | 30        |
| 10 км      | Юзефа Чернявска-Пекса | 40:59.9   | 25        |
| 10 км      | Вероника Будни        | 40:09.4   | 21        |
| 10 км      | Стефания Бигун        | 39:55.4   | 19        |

Женская эстафета 3x5 км
| Athletes                                            | Race    | Race |
| Athletes                                            | Time    | Rank |
| --------------------------------------------------- | ------- | ---- |
| Вероника Будни Юзефа Чернявска-Пекса Стефания Бигун | 59:04.7 | 5    |

## Фигурное катание
Парное катание
| Спортсмены                | Обязательные фигуры | Произвольная программа | Баллы | Сумма мест | Место |
| ------------------------- | ------------------- | ---------------------- | ----- | ---------- | ----- |
| Янина Поремска Пётр Счипа | 13                  | 14                     | 274.1 | 120        | 14    |

## Санный спорт
Мужчины
| Спортсмен     | Заезд 1 | Заезд 1 | Заезд 2 | Заезд 2 | Заезд 3 | Заезд 3 | Итог    | Итог  |
| Спортсмен     | Время   | Место   | Время   | Место   | Время   | Место   | Время   | Место |
| ------------- | ------- | ------- | ------- | ------- | ------- | ------- | ------- | ----- |
| Луцьян Кудзя  | 59.27   | 26      | 58.46   | 10      | 58.18   | 8       | 2:55.91 | 13    |
| Тадеуш Радван | 59.03   | 21      | 59.01   | 15      | 59.19   | 22      | 2:57.23 | 22    |
| Ежи Войнар    | 58.16   | 12      | 58.38   | 8       | 58.08   | 7       | 2:54.62 | 8     |
| Збигнев Гавёр | 57.55   | 4       | 58.35   | 6       | 57.61   | 3       | 2:53.51 | 4     |

Мужчины (двойки)
| Спортсмены                   | Заезд 1 | Заезд 1 | Заезд 2 | Заезд 2 | Итог    | Итог  |
| Спортсмены                   | Время   | Место   | Время   | Место   | Время   | Место |
| ---------------------------- | ------- | ------- | ------- | ------- | ------- | ----- |
| Збигнев Гавёр Ришард Гавёр   | 49.01   | 7       | 48.84   | 4       | 1:37.85 | 6     |
| Луцьян Кудзя Станислав Пачка | 49.09   | 9       | 49.08   | 7       | 1:38.17 | 9     |

Женщины
| Athlete      | Run 1 | Run 1 | Run 2 | Run 2 | Run 3 | Run 3 | Total   | Total |
| Athlete      | Время | Место | Время | Место | Время | Место | Время   | Место |
| ------------ | ----- | ----- | ----- | ----- | ----- | ----- | ------- | ----- |
| Анна Монка   | 49.69 | 8     | 50.05 | 6     | 50.66 | 6     | 2:30.40 | 7     |
| Ядвига Дамсе | 49.64 | 6     | 50.43 | 11    | 50.08 | 1     | 2:30.15 | 5     |
| Хелена Махер | 49.55 | 5     | 50.02 | 5     | 50.48 | 4     | 2:30.05 | 4     |

## Лыжное двоеборье
Лыжное двоеборье включало в себя прыжки с нормального холма (три попытки, две лучшие в зачёт) и лыжную гонку на 15 км.
| Спортсмен              | Прыжки с трамплина | Прыжки с трамплина | Прыжки с трамплина | Прыжки с трамплина | Лыжная гонка | Лыжная гонка | Лыжная гонка | Итог   | Итог  |
| Спортсмен              | Расстояние 1       | Расстояние 2       | Очки               | Место              | Время        | Очки         | Место        | Очки   | Место |
| ---------------------- | ------------------ | ------------------ | ------------------ | ------------------ | ------------ | ------------ | ------------ | ------ | ----- |
| Ян Кавулок             | 70.0               | 70.5               | 200.4              | 18                 | 52:32.7      | 187.51       | 25           | 387.91 | 20    |
| Юзеф Гонсеница Даниэль | 72.0               | 68.0               | 203.8              | 16                 | 51:10.1      | 203.96       | 18           | 407.76 | 15    |
| Эрвин Федор            | 74.0               | 74.0               | 234.3              | 3                  | 54:48.7      | 161.63       | 36           | 395.93 | 18    |
| Юзеф Гонсеница         | 72.5               | 71.5               | 217.7              | 8                  | 50:34.5      | 211.08       | 11           | 428.78 | 6     |

## Прыжки с трамплина
| Спортсмен    | Дисциплира          | Прыжок 1   | Прыжок 1 | Прыжок 2   | Прыжок 2 | Итог  | Итог  |
| Спортсмен    | Дисциплира          | Расстояние | Очки     | Расстояние | Очки     | Очки  | Место |
| ------------ | ------------------- | ---------- | -------- | ---------- | -------- | ----- | ----- |
| Юзеф Коцян   | Нормальный трамплин | 72.5       | 95.3     | 71.0       | 96.9     | 189.0 | 35    |
| Юзеф Пшибыла | Нормальный трамплин | 72.5       | 96.8     | 69.0       | 93.7     | 193.7 | 27    |
| Рышард Витке | Нормальный трамплин | 73.5       | 101.9    | 68.5       | 88.4     | 190.3 | 32    |
| Эрвин Федор  | Нормальный трамплин | 74.5       | 102.5    | 67.5       | 89.3     | 191.8 | 30    |
| Юзеф Коцян   | Большой трамплин    | 80.0       | 72.4     | 90.5       | 93.1     | 159.0 | 45    |
| Рышард Витке | Большой трамплин    | 88.5       | 89.8     | 88.0       | 89.6     | 179.4 | 31    |
| Эрвин Федор  | Большой трамплин    | 92.0       | 96.2     | 84.0       | 83.5     | 179.7 | 30    |
| Юзеф Пшибыла | Большой трамплин    | 98.0       | 106.1    | 88.0       | 86.6     | 199.2 | 14    |